# Isla San Lorenzo (Baja California)
La Isla San Lorenzo es una isla de México en el Golfo de California frente a las costas del estado de Baja California.
La isla está situada en el centro del Golfo de California y es la isla principal del archipiélago del mismo nombre ubicada junto con las Islas las Animas, Salsipuedes, Rasa y Partida de sur a norte. Está separada del continente por el canal de Ballenas por entre 7 y 10 km. La isla posee 7 km de largo y 3 kilómetros de ancho con una superficie total de 32,058 km².
La isla San Lorenzo está deshabitada y es parte de un parque nacional.